# Exist.ru
Exist.ru — российский интернет-магазин запасных частей для автомобилей. По оценке российского Forbes в 2016 году, вместе с Mail.Ru Group и Яндексом входит в пятёрку самых дорогих компаний Рунета, по другим оценкам, является крупнейшим российским интернет-магазином.

## История
В 1999 году предприниматель Владислав Доморацкий открыл первый розничный магазин в центре Москвы. Специализация - автомобильные запчасти. Магазин отличался от существовавших на тот момент меньшими сроками доставки и повышенным уровнем обслуживания клиентов.
В 2000 году была создана IT компания  ООО «А+А ЭКСИСТ-ИНФО». В состав владельцев вошли ведущие IT специалисты компании - Валерий Чикин, Юрий Буковников, Юрий Поляков. В задачи компании входило развитие розничного бизнеса путем продвижения торговли автокомпонентами в Интернет.  Компанией был зарегистрирован бренд exist.ru и соответствующий домен. Это был один из первых интернет-магазинов в Рунете, специализация — автозапчасти.
В 2001 году Владислав Доморацкий приобрел 50% компании после чего началось быстрое открытие новых офисов продаж в РФ. (В 2016 году Владислав Доморацкий продал свою долю внешнему инвестору).
2011 год - Создание СП в республике Беларусь. Открытие сайта exist.by на единой c Exist.RU платформе.
2001-2016 годы: развитие торговой сети Exist.ru на условиях франчайзинга. Партнерами бренда являются более 30 компаний во всех регионах РФ
В 2016 году основной торговый партнер Exist.ru ООО "Эксист-М" открыл логистический центр в Подмосковье площадью 30 000 кв.м. По данным компании, это крупнейший склад автозапчастей в Европе.
На январь 2017 года компания имеет более 130 представительств в 130 городах в России.
В компании более полугода шел корпоративный конфликт. Ее миноритарные акционеры Юрий Буковников, Валерий Чикин и Юрий Поляков решили продать свои 50% Владиславу Доморацкому, однако не договорились о цене, писал «Коммерсантъ» в сентябре 2016 года. К разрешению спора миноритарии подключили А1 и оценили свою долю в $25 млн, тогда как мажоритарий считал, что она стоит всего $10 млн (то есть 640 млн руб.). За эту же сумму он был готов продать свой пакет в компании, говорилось в ответной оферте Доморацкого. Сделка была проведена.
После проведения сделки, в Мае 2017 года принадлежащая Доморацкому компания ООО Эксист-М  запустила новый портал для работы с розничными и оптовыми клиентами на сайте isnext.ru и B2B.isnext.ru. Исходя из этого, компания OOO Эксист-М отказалась от партнерства с порталом Exist.ru и перевела все свои офисы под новый брэнд isnext.ru. Однако проект оказался неудачным - по состоянию на март 2019 года, isnext.ru не работает.
В свою очередь, exist.ru, по состоянию на апрель 2019 года, имеет 350 офисов и пунктов выдачи в 243 городах в 82 регионах России (из 85).
В 2023 году exist.ru ежедневно обрабатывал до 2 миллионов запросов и предлагал на каждый запрос несколько вариантов. Ежедневно на сайте компании оформляется от 50 до 80 тысяч заказов. Выручка компании через сайт в 2023 году составила около 50 миллиардов рублей.

## Собственники
По данным «Ведомостей», интернет-магазин работает через ООО «Эксист-М», ООО «Эксист-Р» и ООО «Эксист-сеть». У них один совладелец — ООО «Эксист», которое на 60 % принадлежит Владиславу Доморацкому, по 20 % — у Алексея Белова и Максима Мартынова. Суммарная выручка этих трех компаний за 2014 год составила 14,9 млрд руб., чистая прибыль — 1,1 млрд руб. Также, по данным «СПАРК-Интерфакса», в регионах зарегистрировано несколько других компаний, связанных друг с другом через совладельцев.